# Corey Anderson
Corey Anderson er en amerikansk MMA-udøver, der i øjeblikket konkurrerer i Ultimate Fighting Championship i letsvætvægt-klassen. Han var let sværvægtvinder af The Ultimative Fighter: Team Edgar vs Team Penn. Anderson er i øjeblikket rangeret som #6 på UFC letsværvægt-ranglisten.

## Tidlige liv
Han er uddannet fra Hononegah Ef High School, hvor han konkurrerede i brydning.

### Ultimate Fighting Championship
Anderson mødte Glover Teixeira den juli 22, 2018 ved UFC Fight Night 134, hvor han udskiftede en skadet Ilir Latifi Han vandt kampen via enstemmig afgørelse.
Anderson er planlagt til at møde Ilir Latifi den 29. december, 2018 ved UFC 232.

## Mesterskaber og resultater
- Ultimate Fighting Championship
  - Den Ultimative Fighter 19 Vinder af turneringen
  - Fight of the Night (1 gang)
- MMAJunkie.com
  - 2015 April Fight of the Month vs. Gian Villante[6]